# Сааков, Леон Николаевич
Лео́н Никола́евич Саа́ков (арм. Լէոն Սահակով; 30 ноября 1909, Александрополь, Кавказское наместничество — 10 марта 1988, Москва) — советский кинорежиссёр, сценарист, заслуженный деятель искусств РСФСР (1969).

## Биография
Родился 30 ноября 1909 года в Александрополе, Эриванская губерния (ныне Армения). В 1934 году — режиссёр кинопоезда «Союзкинохроники». В 1935 году окончил режиссёрский факультет ГИКа (мастерская Сергея Эйзенштейна). С 1935 года — режиссёр киностудии «Мосфильм». В 1938—1939 годах секретарь Киевского райкома ВЛКСМ в Москве. В 1939—1941 годах был заместителем директора киностудии «Союздетфильм» по художественной части. Член ВКП(б) с 1940 года.
С июля 1941 по декабрь 1943 года в РККА на Северо-Западном, 1-го и 3-й Украинского фронтах (армейский политработник в звании майора). Имел тяжёлое ранение. В 1944—1946 — начальник отдела фронтовых киногрупп Центральной студии кинохроники. Руководитель фронтовых съёмок хронико-документальных фильмов «Будапешт» (1944—1945), «Берлин» (1945). С апреля 1945 года — начальник киногруппы 1-го Белорусского фронта.
После демобилизации в 1946 году вновь на «Мосфильме». В 1949–1952 годах — секретарь партийной организации киностудии «Мосфильм».
 Все сценарии к своим фильмам писал в соавторстве. Фронтовой кинооператор Владимир Сущинский (1912—1945), также служивший на 1-м Украинском фронте, стал прообразом главного героя для фильма «На дорогах войны».
В 1966 году из-за созвучия фамилий персонажа комедии Л. Гайдая «Кавказская пленница» Саахова и парторга «Мосфильма» Саакова картину предлагалось переозвучить.
Член Союза кинематографистов СССР (Москва)

## Фильмография

### Режиссёр
- 1934 — Марусина бригада (документальный)
- 1934 — Шура Полосков и Ашур Марданов (документальный)
- 1953 — Степные зори
- 1958 — На дорогах войны
- 1960 — Последние залпы
- 1965 — Три времени года
- 1967 — Весна на Одере
- 1970 — Море в огне
- 1979 — Крутое поле
- 1985 — Репортаж с линии огня

### Сценарист
- 1958 — На дорогах войны (совм. с Н. Фигуровским)
- 1960 — Последние залпы (совм. с Ю. Бондаревым)
- 1965 — Три времени года (совм. с Н. Фигуровским)
- 1967 — Весна на Одере (совм. с Н. Фигуровским)
- 1970 — Море в огне (совм. с Н. Фигуровским)
- 1979 — Крутое поле (совм. с Алексеем Тимм)
- 1985 — Репортаж с линии огня (совм. с Н. Фигуровским)

## Награды и звания
- орден Красного Знамени (4 ноября 1945)[5]
- медаль «За взятие Берлина» (1945)[6]
- медаль «За победу над Германией в Великой Отечественной войне 1941—1945 гг.» (1945)[6]
- заслуженный деятель искусств РСФСР (1969)[1]
- орден «Знак Почёта» (1981)[2]
- Орден Отечественной войны II степени (6 ноября 1985)[7]